# Väckarklocka (bok)
Väckarklocka är en debattbok av Elin Wägner från 1941 i vilken hon diskuterar ämnen som kvinnor, fred och miljö.
Wägner gör i boken gällande att kvinnan inte lyckats påverka samhällsutvecklingen trots rösträtten. Hon hävdar också att det var helt annorlunda i förfluten agrar tid, då både familjeliv och arbete kretsade kring hemmet. Enligt Wägner förekom då inga krig tack vare att kvinnan styrde samhället. I den schweiziske rättshistorikern Johann Jakob Bachofens (1815–1887) efterföljd använder Wägner klassiska myter och dikter som belägg för att det existerat en matriarkal fredlig urtid. Industrialiseringen - inklusive klasskampen - framställer Wägner som särskilt fatal för kvinnans position. Att inte fler kvinnor arbetar utanför hemmet menar Wägner beror på att många frivilligt behållit husmorsplikterna. 
Enligt Wägner är vägen framåt en reverserad utveckling med mindre mekanisering, mindre jordbruksenheter samt självhushållning. Genom att återskapa förhållandena under den matriarkaliska urtiden kan kvinnan återta positionen som styrande kön. 
I samtiden mottogs Väckarklocka med få undantag kritiskt eller med tystnad, som en plump i protokollet i en i övrigt lysande författarkarriär. Däremot fick boken förnyat intresse på 1970-talet. I det nya åsiktsklimatet kom inte bara Wägners anti-industrialism att betraktas som förtjänstfull utan också mansfientligheten. ’Väckarklocka’ utgavs i nyutgåva år 1978. Under detta skede vann Väckarklocka plötsligt status som Wägners magnum opus..